# Ferrovia Vercelli-Casale-Valenza
La ferrovia Vercelli-Casale-Valenza è una direttrice di interesse regionale concepita per collegare le città piemontesi di Vercelli e Alessandria.
Aperta fra il 1857 e il 1858, tale ferrovia venne in seguito utilizzata in maniera diversa nei tronchi Vercelli-Casale Monferrato, chiuso al traffico nel 2013, e Casale Monferrato-Valenza, elettrificato nel 1986 e integrato nella direttrice elettrificata Chivasso-Alessandria.

## Storia
Dopo che nel marzo 1853 era stato costituita la Società per la Strada Ferrata da Vercelli a Valenza, con regio decreto 11 maggio 1854, n. 1711, il Regno di Sardegna riconobbe ad una società anonima, istituitasi appositamente, la concessione per la costruzione e l'esercizio di una linea ferroviaria che unisse la città di Vercelli a Valenza, passando nei pressi di Casale.
Nel 1855 furono avviate le gare per la costruzione dei primi due lotti dell'opera, da completarsi con un terzo appalto relativo al ponte a quattro travate metalliche sul fiume Po, in attesa del quale la linea fu provvisoriamente aperta il 22 marzo 1857.
Il 18 luglio 1858, con il completamento dell'opera, all'esercente subentrò la Società Vittorio Emanuele che a sua volta venne sostituita, in seguito alla legge di riordino del settore prolungata il 14 maggio 1865, dalla Società delle Strade Ferrate dell'Alta Italia (SFAI). Nuovi passaggi di consegne si ebbero nel 1885, in seguito alla legge del 27 aprile 1885 (cosiddette "convenzioni Baccarini") con il subentro della Società per le Strade Ferrate del Mediterraneo, i cui servizi eserciti dalla Rete Mediterranea e nel 1905 quello delle neocostituite Ferrovie dello Stato.
Lontana dal fronte della prima guerra mondiale e poco interessata anche dalle vicende della seconda, non costituendo le località servite obiettivi strategici primari, la linea risentì di tali eventi solo per le conseguenti fluttuazioni della domanda di trasporto, iniziando nel secondo dopoguerra un periodo di costante calo dei proventi da traffico dovuto all'avvento della motorizzazione privata e a un orientamento comune non più favorevole al trasporto su ferro.
Nel quadro del più ampio progetto di costruzione di un itinerario alternativo fra Torino e Alessandria, sulla ferrovia Chivasso-Alessandria, dal giugno 1986, allorché venne attivato l'esercizio in trazione elettrica sulla Casale-Valenza, quest'ultima venne inglobata in tale itinerario accentuando il carattere di tratto indipendente e tecnicamente difforme della Vercelli-Casale, interessata da un traffico limitato ai due capilinea.
La linea Vercelli-Casale risulta sospesa dal 14 giugno 2013, in esecuzione di un generale piano di soppressione di linee considerate minori in Piemonte.